# Drapeau de la république socialiste fédérative soviétique de Russie
Le drapeau de la république socialiste fédérative soviétique de Russie est adopté en 1954. La constitution dispose : « Le drapeau de la république socialiste fédérative soviétique russe se présente comme une feuille rectangulaire rouge avec une bande bleu clair à l'extension de l'ensemble des pôles de la largeur qui représente un huitième de longueur du drapeau ».
Entre 1937 et 1954, le drapeau était rouge avec les caractères cyrilliques РСФСР (RSFSR) dans le coin supérieur gauche, dans un empattement.
De 1954 à 1991, le drapeau arbore une bande bleue, la faucille et le marteau qui représente le travail ainsi que l’Étoile Rouge qui signifie le communisme et le socialisme.

## Chronologie des drapeaux de la RSFSR

Drapeau de la République soviétique de Russie utilisé pendant quelques mois en 1918.
Drapeau de la RSFS de Russie de 1918 à 1937.
Drapeau de la RSFS de Russie de 1937 à 1954.
Drapeau de la RSFS de Russie de 1954 à novembre 1991.
Variante avec un bleu foncé utilisée de 1954 à 1991.
Drapeau de la RSFS de Russie de novembre 1991 à avril 1992, utilisé ensuite par la fédération de Russie jusqu'en 1993.

## Drapeaux inspirés du drapeau de la RSFSR

Drapeau du kraï de l'Altaï.
Drapeau de l'oblast de Kemerovo.
Drapeau de l'oblast de Vladimir.
Drapeau d'Orel.
Drapeau de la République socialiste soviétique autonome de Mordovie.